# Knut Hamsun
Knut Hamsun (ur. 4 sierpnia 1859 w Vågå jako Knud Pedersen, zm. 19 lutego 1952 w Nörmholm, Grimstad) – norweski pisarz, noblista literacki za rok 1920. Prekursor modernistycznych tendencji w powieści psychologicznej oraz egzystencjalnej, które w pełni ukształtowały się w drugiej połowie XX wieku. Znane były też sympatie nazistowskie Hamsuna, za które był po wojnie sądzony.

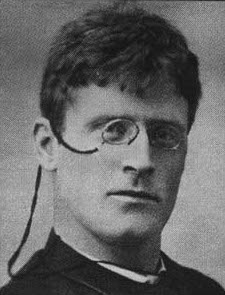
Knut Hamsun (1890)

## Życiorys
Hamsun był czwartym spośród siedmiorga dzieci ubogiego wiejskiego krawca. W młodości pracował jako czeladnik szewski, subiekt, kamieniarz i nauczyciel w szkole elementarnej. W latach osiemdziesiątych dwukrotnie wyjeżdżał do USA, gdzie zarabiał na chleb jako buchalter, motorniczy tramwaju, robotnik budowlany (swoje refleksje z pobytu w Ameryce opisał w Fra Det moderne Amerikas Aandsliv (1889). Do Norwegii wrócił z podejrzeniami śmiertelnej choroby. W rodzinnym kraju odzyskał zdrowie.

## Twórczość

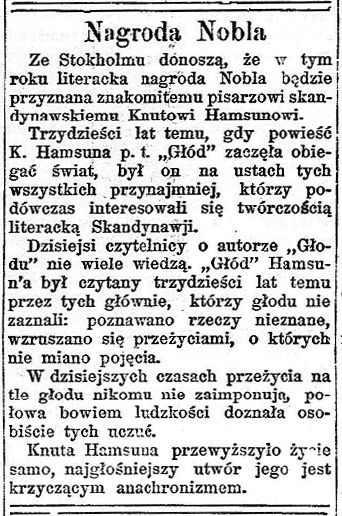
Nagroda Nobla dla Knuta Hamsuna – wycinek z „Gazety Warszawskiej” z 29 września 1920

Pierwszą powieścią, która zyskała uznanie krytyków był Głód (norw. Sult, 1890, wyd. pol. 1892). W powieści Hamsun odchodzi od dziewiętnastowiecznego psychologicznego naturalizmu. Świat bohatera powieści został zredukowany do psychiki głodującego człowieka, uwikłanego w walkę o byt. Powieść jest prekursorem modernizmu w literaturze i zapowiedzią utworów Franza Kafki i innych pisarzy dwudziestowiecznych, którzy dostrzegali pustkę egzystencji wobec otaczającej cywilizacji. W Głodzie Hamsun odchodzi od dziewiętnastowiecznego modelu narracji – dialogi zastępuje opisami marzeń, urojeń i obsesjami głodującego. 
Również w kolejnych utworach Hamsun rezygnuje z interpretacji psychologicznej i refleksji filozoficzno-społecznej. Kolejny utwór Misteria (norw. Mysterier, 1892) jest jednym z najwybitniejszych dzieł Hamsuna. Innym ważnym utworem z tego okresu była powieść Pan (1894). Po 1910 w twórczości Hamsuna coraz ważniejsze stają się odniesienia społeczne, a agresywność ustępuje miejsca melancholii.
Arcydziełem w opiniach krytyków było Błogosławieństwo ziemi (norw. Markens Grøde, 1917), za którą w 1920 otrzymał literacką Nagrodę Nobla. Zbuntowany wobec społeczeństwa włóczęga stał się bohaterem trylogii Hamsuna:
- Włóczęgi (1927, wydanie polskie 1929),
- August Powsinoga (1930, wydanie polskie 1931),
- A życie toczy się dalej (1933, wydanie polskie 1958).

Duże uznanie wzbudził zbiór jego poezji Det vilde Kor (Dziki chór) (1904).

## Sympatie nazistowskie
Od młodości Hamsun wyznawał rasistowskie przekonania. W The Cultural Life of Modern America (1889) wyraził swój stanowczy sprzeciw wobec krzyżowania ras: „Murzyni są i pozostaną Murzynami, rodzącą się formą ludzką z tropików, szczątkowymi narządami ciała białego społeczeństwa. Zamiast zakładać elitę intelektualną, Ameryka założyła mulatową stadninę”. Przed II wojną światową i w jej trakcie popierał Adolfa Hitlera i nazistów, za co po wojnie był sądzony i poddany ogólnonarodowemu ostracyzmowi. W 1942 Hamsun spotkał się z Hitlerem. W 1943 oddał nawet swój medal, będący częścią Nagrody Nobla, Josephowi Goebbelsowi na znak podziwu; jeszcze w maju 1945 roku opublikował artykuł gloryfikujący Hitlera. Po wojnie zbliżający się do 90. roku życia pisarz został skazany przez sąd za zdradę ojczyzny na bardzo wysoką grzywnę, która w istocie pozbawiła go całego majątku. Następnie osadzono go w szpitalu psychiatrycznym. Efektem pobytu w szpitalu była powieść Na zarośniętych ścieżkach (På gjengrodde Stier) (1949), napisana po wielu latach przerwy w twórczości.

## Osiągnięcia
Przedstawiciel kierunku subiektywistycznego w prozie norweskiej. Laureat Nagrody Nobla w dziedzinie literatury za rok 1920 za książkę Błogosławieństwo ziemi. Jeden z członków komisji noblowskiej uzasadnił ten wybór, porównując twórczość Hamsuna do twórczości Hezjoda.